# Andrius Buividas
Andrius Buividas (* 11. August 1985 in Panevėžys) ist ein litauischer Bahn- und Straßenradrennfahrer.
Andrius Buividas gewann bei der Bahnrad-Europameisterschaft der Junioren in Moskau die Bronzemedaille in der Mannschaftsverfolgung. In der Saison 2006 gewann er das italienische Eintagesrennen Memorial Fausto Coppi. Im Herbst wurde er bei der Weltmeisterschaft in Salzburg den Zwölfter im Straßenrennen der U23-Klasse. 2007 belegte er den dritten Platz bei Lüttich–Bastogne–Lüttich Espoirs. Im nächsten Jahr wurde Buividas litauischer Vizemeister im Straßenrennen hinter Tomas Vaitkus. In der Saison 2009 ging er für das Schweizer Continental Team Atlas Romer’s Hausbäckerei an den Start.

## Teams
- 2009 Atlas Romer’s Hausbäckerei (bis 30.06.)